# Daniel Cortázar
Daniel Francisco de Paula Cortázar y Larrubia (Madrid, 1844-Madrid, 1927) fue un ingeniero de minas y académico español.

## Biografía
Nació en Madrid en abril de 1844.  Estudió las carreras de Ingeniería de Minas y Derecho. Cortázar, a quien Menéndez Pidal considera discípulo de Eduardo Saavedra, fue miembro de la Real Academia Española —primero correspondiente y más tarde numerario, en sustitución de Cánovas del Castillo— y de la Real Academia de Ciencias Exactas, Físicas y Naturales —desde 1883, con la medalla 11—. Presidente de la Real Sociedad Española de Historia Natural en 1894 y director de la revista La Naturaleza (1902), fue colaborador de publicaciones periódicas como La Ilustración Española y Americana, Metallurgical Review, Anales de la Construcción y de la Industria y Revista Minera, Metalúrgica y de Ingeniería, entre otras, además de escribir varias memorias y opúsculos de carácter científico. Entre 1902 y 1908 ejerció como director del Instituto Geológico y Minero de España.  Murió en el 14 de febrero de 1927 en su ciudad natal.  Desempeñó el cargo de senador por la Real Academia de Ciencias Exactas, Físicas y Naturales.